# Clogmia albipunctata
Clogmia albipunctata — це вид метелівкових, член сімейства Psychodidae, широко відомий як мошка ванної кімнати, мошка ванної, каналізаційна муха або дренажна муха.

## Ареал
Цей дуже поширений вид поширений у всьому світі в тропічних і помірних зонах і часто асоціюється з людьми. Вид можна зустріти поблизу каналізаційних стоків, очисних споруд, горщиків з рослинами, боліт та будь-яких інших затінених місць, де містяться розкладені, вологі органічні речовини. Цей вид є звичайним шкідником, що живе біля домашньої каналізації, але личинки відіграють важливу роль у очищенні стічних вод.

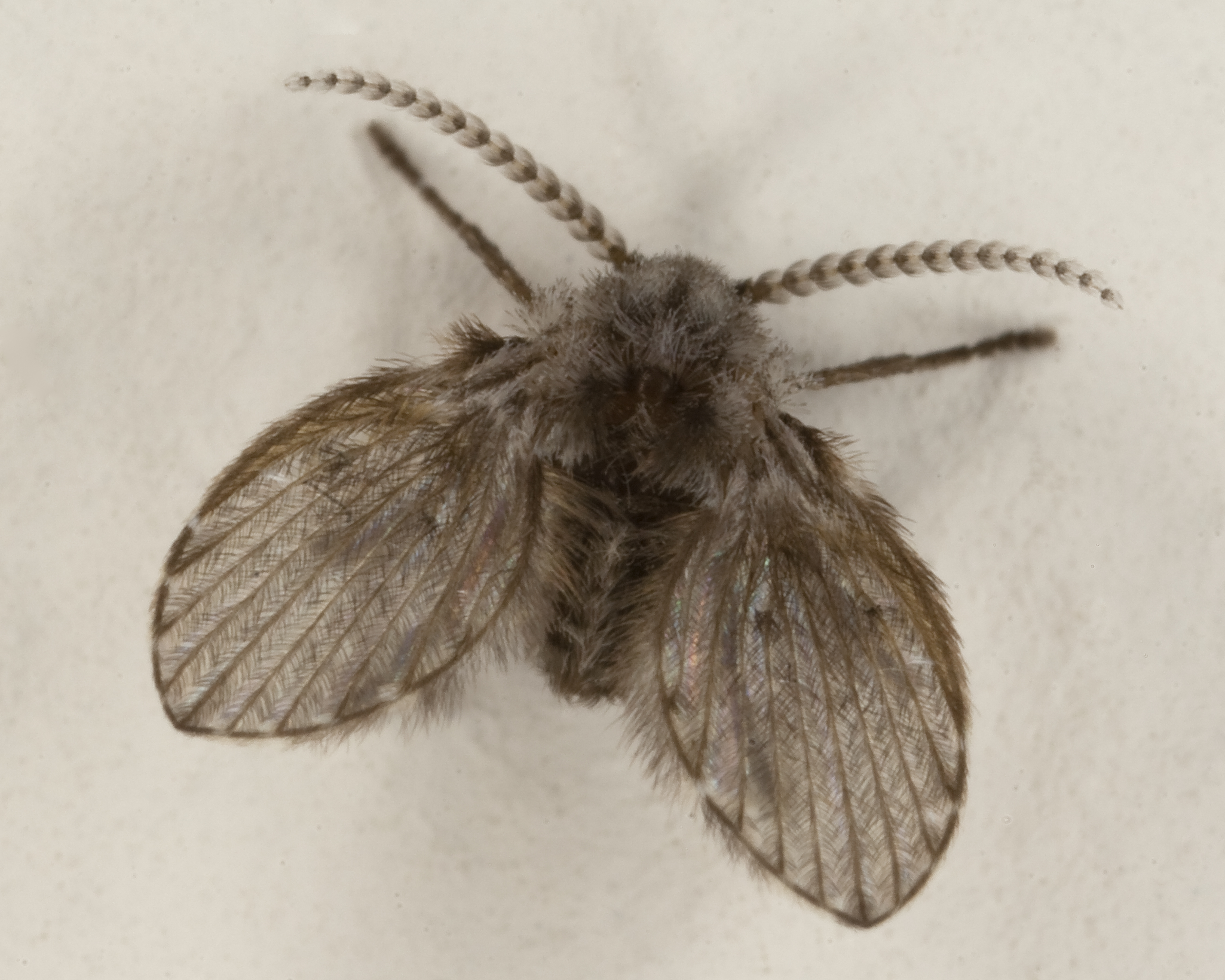
Самець C. albipunctata.

## Опис
Дорослі особини Clogmia albipunctata мають широкі крила, вкриті коричневими і чорнуватими волосками. Біля кожної вилки жилок крила є пучок чорнуватого волосся, а на кінцях більшості жилок є пучок білого волосся (тобто кожне крило має пару чорних плям біля середини та кілька білих плям уздовж краю). Грудни і черевце вкриті сірими/коричнево-сірими волосками. Є пара вусиків, які довші за черевце і вкриті білими волосками. Ноги коричневі з білими кільцями (кільцями) на кінчиках гомілок і плесн.
Оригінальний опис виду дає довжину тіла 2,2 мм і довжину крил 2,2 мм. Пізніші записи показують, що C. albipunctata може досягати трохи більших розмірів, наприклад довжина тіла 2,5 мм.
Назва виду, albipunctata, означає «з білими крапками» через білі плями на крилах і придатках.

## Біологія
Дорослі особини можуть підтримувати себе, п'ючи воду або вживаючи квітковий нектар і живуть приблизно 12 днів. Вони проводять більшу частину свого життя, сидячи на стінах. Пересуваються вони рідко і зі слабким польотом. Личинки живуть у водному середовищі, харчуючись органічними речовинами, що розкладаються, і їм потрібно приблизно 18 днів, щоб перетворитися на лялечку, яка через 5 днів перетворюється на дорослу особину. Вони часто заражають каналізацію ванних кімнат, тому в Сполучених Штатах їх також називають «ванними мухами».
Незважаючи на те, що вони вважаються нешкідливими, деякі випадки міазу, викликаного личинками цієї комахи, описані в літературі, на носі та кишечнику але вони часто пов'язані з дуже поганими санітарними умовами та поганими гігієнічними звичками.